# Rahzel's Greatest Knock Outs
Rahzel's Greatest Knock Outs er det andet album udgivet af beatboxer og hiphop-kunstner Rahzel.

## Sporliste
| Nr.           | Titel                                                  | Featuring                                         | Længde |
| ------------- | ------------------------------------------------------ | ------------------------------------------------- | ------ |
| 1.            | "Knockout!!!! (Intro)"                                 |                                                   | 1:31   |
| 2.            | "Essentials (Remix)"                                   | KRS-One og DJ JS1                                 | 1:21   |
| 3.            | "Live from London"                                     |                                                   | 1:29   |
| 4.            | "Rahstrumental Breaks 1 (Mechanical Man 1)"            |                                                   | 0:44   |
| 5.            | "Nuthin 2 F@%k With (live!)"                           | The RZA                                           | 1:58   |
| 6.            | "The 4 Elements"                                       | Kenny Muhammad                                    | 1:00   |
| 7.            | "Freestyle"                                            | Black Thought og DJ Hurricane (Tim Westwood Show) | 1:54   |
| 8.            | "Rahstrumental Break 2"                                | Rahzel and DJ JS1                                 | 1:51   |
| 9.            | "Children's Story"                                     | Everlast                                          | 3:21   |
| 10.           | "Rahstrumental Break 3 (Deep Cover)"                   | Tonedeff                                          | 1:31   |
| 11.           | "(interlude) med Funk Master Flex"                     |                                                   | 5:48   |
| 12.           | "Used to be Perfect (Remix)"                           | Lynden David Hall                                 | 3:20   |
| 13.           | "'88"                                                  | React og DJ JS1                                   | 2:51   |
| 14.           | "Tribute to Jam Master Jay"                            | Supernatural og DJ JS1                            | 5:15   |
| 15.           | "The Lesson pt. 1"                                     | Black Thought, ?uestlove og Dice Raw              | 5:06   |
| 16.           | "On ya Block"                                          | Trez                                              | 1:42   |
| 17.           | "Live from Philadelphia"                               | E.S.T. fra 3xDope                                 | 2:21   |
| 18.           | "Get Fresh (Do the Beat Box)"                          | Milini                                            | 3:19   |
| 19.           | "Night Riders (Remix)"                                 | Slick Rick                                        | 3:07   |
| 20.           | "The Undisputed (interlude)"                           |                                                   | 1:48   |
| 21.           | "Rahzel vs. Rob Swift"                                 |                                                   | 2:54   |
| 22.           | "Freestyle"                                            | RZA og The Gravediggaz (Tim Westwood Show)        | 2:46   |
| 23.           | "U.N.I.T.Y."                                           | Cee-lo                                            | 1:27   |
| 24.           | "Tribute to Aaliyah (One in a Million Live in London)" |                                                   | 1:14   |
| 25.           | "Guess (U Neva Knew)"                                  |                                                   | 3:46   |
| 26.           | "How Many Times (Remarkable!)"                         | Keith Murray and Lord Tariq                       | 4:50   |
| Total længde: | Total længde:                                          | Total længde:                                     | 68:14  |